# Loris Manià
Loris Manià (né le 27 janvier 1979 à Gorizia) est un joueur italien de volley-ball. Il mesure 1,90 m et joue libero. Il totalise 72 sélections en équipe d'Italie

## Clubs
| Club                 | De        | À         |
| -------------------- | --------- | --------- |
| Adriavolley Trieste  | 1998-1999 | 2003-2004 |
| Dorica Ancône        | 2004-2005 | 2005-2006 |
| Pallavolo Piacenza   | 2006-2007 | 2006-2007 |
| Gabeca Pallavolo Spa | 2007-2008 | 2008-2009 |
| Pallavolo Modène     | 2009-2010 | ...       |

## Palmarès
- Coupe de la CEV
  - Finaliste : 2007
- Championnat d'Italie
  - Finaliste : 2007